# Gare de Courcelles-Ceinture
Gare de Courcelles-Ceinture je zrušená železniční stanice v Paříži v 17. obvodu. Nádraží bylo v provozu v letech 1869–1934.

## Lokace
Nádraží bylo součástí zrušené tratě Petite Ceinture. Nacházelo se v 17. obvodu a bylo vymezeno ulicemi Rue Verniquet a Rue Philibert-Delorm. Budova pro cestující ležela na křižovatce ulic Rue Verniquet, Rue Alfred-Roll, Boulevard Pereire a Rue Alphonse-de-Neuville.

## Historie
Nádraží bylo pro cestující otevřeno 25. března 1869 po výstavbě úseku mezi Clichy a tratě Auteuil, kterým byl dokončen železniční okruh kolem Paříže. Stanice se stala jedním z hlavních nádraží na trati. Sloužila jako počáteční a konečná stanice vlaků na okružní trati kolem města a umožňovala přestup na další spoje do stanic Saint-Lazare a Champ de Mars. Díky své blízkosti se stanicí gare de Courcelles-Levallois zde byla možnost pro cestující přestupu přes lávku, později podchodem.
Tak jako celá linka Petite Ceinture bylo i nádraží uzavřeno pro osobní přepravu 23. července 1934. Poté sloužilo jako depo.
V 50. letech bylo nádraží zbořeno kvůli nové výstavbě. Kolejiště bylo zakryto a včleněno do nové budovy jako podzemní parkoviště. Dochovala se pouze část podél Rue Philibert-Delorme, která je od roku 1988 součástí linky RER C.